# Tour de France 2020
Il Tour de France 2020, centosettesima edizione della Grande Boucle e valido come dodicesima prova dell'UCI World Tour 2020, si svolse dal 29 agosto al 20 settembre 2020 su un percorso lungo 3 484,2 km, suddiviso in ventuno tappe, con partenza da Nizza e arrivo, come da tradizione, sugli Champs Élysées a Parigi. Inizialmente prevista dal 27 giugno al 19 luglio 2020, la corsa è stata posticipata a causa del Covid-19.  La vittoria fu appannaggio dello sloveno Tadej Pogačar, primo sloveno ad aggiudicarsi la corsa a tappe francese, il quale completò il percorso in 87h20'05", precedendo il connazionale Primož Roglič e l'australiano Richie Porte.
Sul traguardo degli Champs-Élysées di Parigi 146 ciclisti, su 176 partiti da Nizza, portarono a termine la competizione.

## Tappe
| Tappa  | Data         | Percorso                                                | km      | Vincitore di tappa | Leader cl. generale |
| ------ | ------------ | ------------------------------------------------------- | ------- | ------------------ | ------------------- |
| 1ª     | 29 agosto    | Nizza > Nizza                                           | 156     | Alexander Kristoff | Alexander Kristoff  |
| 2ª     | 30 agosto    | Nizza > Nizza                                           | 186     | Julian Alaphilippe | Julian Alaphilippe  |
| 3ª     | 31 agosto    | Nizza > Sisteron                                        | 198     | Caleb Ewan         | Julian Alaphilippe  |
| 4ª     | 1º settembre | Sisteron > Orcières-Merlette                            | 160,5   | Primož Roglič      | Julian Alaphilippe  |
| 5ª     | 2 settembre  | Gap > Privas                                            | 183     | Wout Van Aert      | Adam Yates          |
| 6ª     | 3 settembre  | Le Teil > Monte Aigoual                                 | 191     | Aleksej Lucenko    | Adam Yates          |
| 7ª     | 4 settembre  | Millau > Lavaur                                         | 168     | Wout Van Aert      | Adam Yates          |
| 8ª     | 5 settembre  | Cazères-Sur-Garonne > Loudenvielle                      | 141     | Nans Peters        | Adam Yates          |
| 9ª     | 6 settembre  | Pau > Laruns                                            | 153     | Tadej Pogačar      | Primož Roglič       |
|        | 7 settembre  | giorno di riposo                                        |         |                    |                     |
| 10ª    | 8 settembre  | Île d'Oléron > Île de Ré                                | 168,5   | Sam Bennett        | Primož Roglič       |
| 11ª    | 9 settembre  | Châtelaillon-Plage > Poitiers                           | 167,5   | Caleb Ewan         | Primož Roglič       |
| 12ª    | 10 settembre | Chauvigny > Sarran Corrèze                              | 218     | Marc Hirschi       | Primož Roglič       |
| 13ª    | 11 settembre | Châtel-Guyon > Puy Mary (Cantal)                        | 191,5   | Daniel Martínez    | Primož Roglič       |
| 14ª    | 12 settembre | Clermont-Ferrand > Lione                                | 194     | S. Kragh Andersen  | Primož Roglič       |
| 15ª    | 13 settembre | Lione > Col du Grand Colombier                          | 174,5   | Tadej Pogačar      | Primož Roglič       |
|        | 14 settembre | giorno di riposo                                        |         |                    |                     |
| 16ª    | 15 settembre | La Tour-du-Pin > Villard-de-Lans                        | 164     | Lennard Kämna      | Primož Roglič       |
| 17ª    | 16 settembre | Grenoble > Méribel (Col de la Loze)                     | 170     | Miguel Ángel López | Primož Roglič       |
| 18ª    | 17 settembre | Méribel > La Roche-sur-Foron                            | 175     | Michał Kwiatkowski | Primož Roglič       |
| 19ª    | 18 settembre | Bourg-en-Bresse > Champagnole                           | 166,5   | S. Kragh Andersen  | Primož Roglič       |
| 20ª    | 19 settembre | Lure > La Planche des Belles Filles (Cron. Individuale) | 36,2    | Tadej Pogačar      | Tadej Pogačar       |
| 21ª    | 20 settembre | Mantes-la-Jolie > Parigi (Champs-Élysées)               | 122     | Sam Bennett        | Tadej Pogačar       |
| Totale | Totale       | Totale                                                  | 3 484,2 |                    |                     |

## Squadre e corridori partecipanti
Al Tour de France partecipano 22 squadre composte da 8 corridori, le diciannove iscritte all'UCI World Tour 2020 e le tre squadre invitate (la Total Direct Énergie, la Team Arkéa-Samsic e la B&B Hotels-Vital Concept, tutte di categoria UCI ProTeams).
| N.      | Cod. | Squadra               |
| ------- | ---- | --------------------- |
| 1-8     | IGD  | Ineos Grenadiers      |
| 11-18   | TJV  | Team Jumbo-Visma      |
| 21-28   | BOH  | Bora-Hansgrohe        |
| 31-38   | ALM  | AG2R La Mondiale      |
| 41-48   | DQT  | Deceuninck-Quick Step |
| 51-58   | GFC  | Groupama-FDJ          |
| 61-68   | TBM  | Bahrain-McLaren       |
| 71-78   | EF1  | EF Pro Cycling        |
| 81-88   | ARK  | Team Arkéa-Samsic     |
| 91-98   | MOV  | Movistar Team         |
| 101-108 | TFS  | Trek-Segafredo        |

| N.      | Cod. | Squadra                    |
| ------- | ---- | -------------------------- |
| 111-118 | CCC  | CCC Team                   |
| 121-128 | COF  | Cofidis, Solutions Crédits |
| 131-138 | UAD  | UAE Team Emirates          |
| 141-148 | AST  | Astana Pro Team            |
| 151-158 | LTS  | Lotto Soudal               |
| 161-168 | MTS  | Mitchelton-Scott           |
| 171-178 | ISN  | Israel Start-Up Nation     |
| 181-188 | TDE  | Total Direct Énergie       |
| 191-198 | NTT  | NTT Pro Cycling Team       |
| 201-208 | SUN  | Team Sunweb                |
| 211-218 | BVC  | B&B Hotels-Vital Concept   |

## Dettagli delle tappe

### 1ª tappa
- 29 agosto: Nizza > Nizza – 156 km

Risultati
| Pos. | Corridore          | Squadra | Tempo    |
| ---- | ------------------ | ------- | -------- |
| 1    | Alexander Kristoff | UAE     | 3h46'23" |
| 2    | Mads Pedersen      | Trek    | s.t.     |
| 3    | Cees Bol           | Sunweb  | s.t.     |

| Pos. | Corridore          | Squadra | Tempo    |
| ---- | ------------------ | ------- | -------- |
| 1    | Alexander Kristoff | UAE     | 3h46'13" |
| 2    | Mads Pedersen      | Trek    | a 4"     |
| 3    | Cees Bol           | Sunweb  | a 6"     |

Descrizione e riassunto

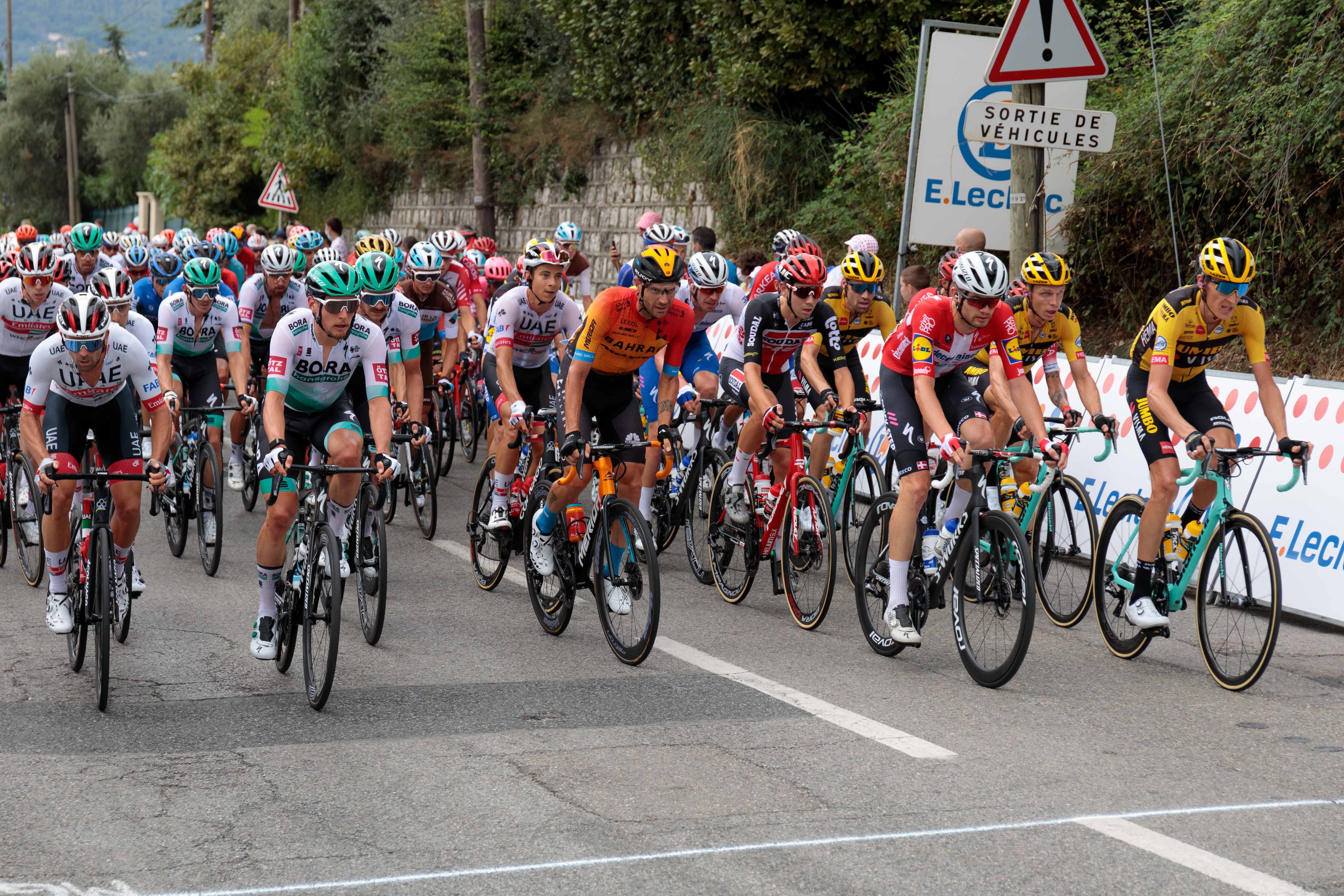
Il gruppo sul Col de Rimiez

Prima di tappa di questo Tour relativamente semplice di 156km con due GPM di 3ª categoria. Vanno in fuga tre corridori. A causa della fitta pioggia e dell'asfalto viscido, si susseguono tantissime cadute (circa 100 corridori in totale finiti a terra). Dopo aver ripreso la fuga, il gruppo a 55 km dal traguardo decide di rallentare per ridurre i rischi (Miguel Ángel López con due suoi uomini provano a "ribellarsi" al gruppo, ma il corridore colombiano cade quasi subito). La volata del gruppo (non compatto a causa di una caduta a 3 km dall'arrivo che ha coinvolto anche Thibaut Pinot) viene vinta da Alexander Kristoff, che è anche la prima maglia gialla. Tutti i corridori coinvolti nella caduta ai 3 km non prendono distacchi per la neutralizzazione.

### 2ª tappa
- 30 agosto: Nizza > Nizza – 187 km

Risultati
| Pos. | Corridore          | Squadra    | Tempo    |
| ---- | ------------------ | ---------- | -------- |
| 1    | Julian Alaphilippe | Deceuninck | 4h55'27" |
| 2    | Marc Hirschi       | Sunweb     | s.t.     |
| 3    | Adam Yates         | Mitchelton | a 1"     |

| Pos. | Corridore          | Squadra    | Tempo    |
| ---- | ------------------ | ---------- | -------- |
| 1    | Julian Alaphilippe | Deceuninck | 8h41'35" |
| 2    | Adam Yates         | Mitchelton | a 4"     |
| 3    | Marc Hirschi       | Sunweb     | a 7"     |

Descrizione e riassunto

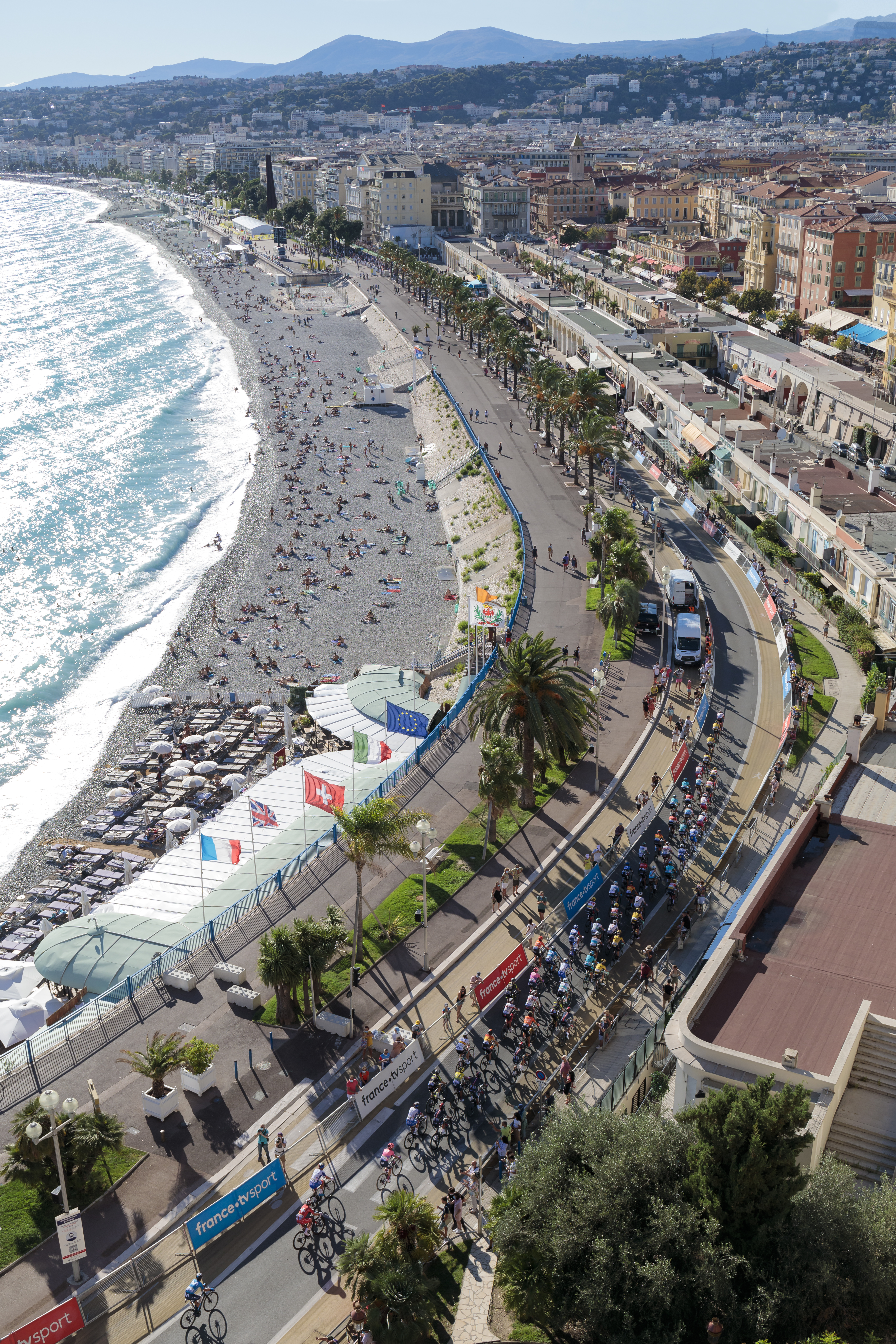
Il gruppo a Nizza sulla Promenade Des Anglais

Seconda tappa di 187km e già iniziano le prime "vere" salite di questo Tour. Si affrontano il Col de la Colmiane (16,3km al 6,3%) e il Col de Turini (14,9km al 7,4%), entrambi GPM di 1ª categoria. Nel finale di tappa il Col d'Èze (GPM di 2ª categoria) e il Col des Quatre Chemins (che dà abbuoni per la classifica generale), fanno da trampolino di lancio per chi vuole vincere questa tappa. Vanno in fuga 8 uomini, con Matteo Trentin che vince lo sprint intermedio davanti a Peter Sagan. Il corridore italiano torna in gruppo a causa di una foratura. Il primo GPM viene vinto da Benoît Cosnefroy, il secondo da Anthony Perez. La fuga viene ripresa a 40km dal traguardo. Sull'ultima salita attacca Julian Alaphilippe, con Adam Yates (che vince il traguardo con gli abbuoni) e Marc Hirschi. La volata a tre viene vinta dal corridore francese, che si prende così anche la maglia gialla con 4" su Yates, 7" su Hirschi e 17" su tutti gli altri uomini di classifica (tranne Daniel Martínez che scivola a 3'53" a causa di una caduta).

### 3ª tappa
- 31 agosto: Nizza > Sisteron – 198 km

Risultati
| Pos. | Corridore       | Squadra    | Tempo    |
| ---- | --------------- | ---------- | -------- |
| 1    | Caleb Ewan      | Lotto      | 5h17'42" |
| 2    | Sam Bennett     | Deceuninck | s.t.     |
| 3    | Giacomo Nizzolo | NTT        | s.t.     |

| Pos. | Corridore          | Squadra    | Tempo     |
| ---- | ------------------ | ---------- | --------- |
| 1    | Julian Alaphilippe | Deceuninck | 13h59'17" |
| 2    | Adam Yates         | Mitchelton | a 4"      |
| 3    | Marc Hirschi       | Sunweb     | a 7"      |

Descrizione e riassunto
Tappa di 198km con quattro GPM di 3ª e 4ª categoria adatta ai velocisti. Vanno in fuga tre uomini, tra cui Anthony Perez che prende punti ai GPM e diventa virtualmente leader della classifica degli scalatori, ma a causa di una frattura alla clavicola dovuta ad una caduta si ritira. Successivamente rimane da solo Jérôme Cousin, che viene ripreso dal gruppo a 16,3km dall'arrivo. La volata a ranghi compatti viene vinta in rimonta da Caleb Ewan davanti a Sam Bennett. Non ci sono distacchi in classifica, con Julian Alaphilippe che rimane in maglia gialla.

### 4ª tappa
- 1º settembre: Sisteron > Orcières-Merlette – 160,5 km

Risultati
| Pos. | Corridore        | Squadra | Tempo    |
| ---- | ---------------- | ------- | -------- |
| 1    | Primož Roglič    | Jumbo   | 4h07'47" |
| 2    | Tadej Pogačar    | UAE     | s.t.     |
| 3    | Guillaume Martin | Cofidis | s.t.     |

| Pos. | Corridore          | Squadra    | Tempo     |
| ---- | ------------------ | ---------- | --------- |
| 1    | Julian Alaphilippe | Deceuninck | 18h07'04" |
| 2    | Adam Yates         | Mitchelton | a 4"      |
| 3    | Primož Roglič      | Jumbo      | a 7"      |

Descrizione e riassunto
Tappa di media montagna con cinque GPM, tra cui il primo arrivo in salita di questo Tour a Orcières-Merlette (1ª categoria, 7,1km al 6,7%). Vanno in fuga sei uomini, tra cui Tiesj Benoot che cade a 28km al traguardo. Non c'è spazio per la fuga, che viene ripresa poco prima dell'inizio dell'ultima salita. L'alta andatura del gruppo però non permette attacchi, e la volata a ranghi ristretti viene vinta da Primož Roglič davanti a Tadej Pogačar. Julian Alaphilippe mantiene la maglia gialla, ma il corridore sloveno vincitore si porta a 7" dal francese. Perdono terreno Emanuel Buchmann (9") e Richard Carapaz (28").

### 5ª tappa
- 2 settembre: Gap > Privas – 183 km

Risultati
| Pos. | Corridore     | Squadra    | Tempo    |
| ---- | ------------- | ---------- | -------- |
| 1    | Wout Van Aert | Jumbo      | 4h21'22" |
| 2    | Cees Bol      | Sunweb     | s.t.     |
| 3    | Sam Bennett   | Deceuninck | s.t.     |

| Pos. | Corridore     | Squadra    | Tempo     |
| ---- | ------------- | ---------- | --------- |
| 1    | Adam Yates    | Mitchelton | 22h28'30" |
| 2    | Primož Roglič | Jumbo      | a 3"      |
| 3    | Tadej Pogačar | UAE        | a 7"      |

Descrizione e riassunto
Tappa di 183km con due GPM di 4ª categoria adatta ai velocisti, ma con una leggera salita negli ultimi 5km. Non ci sono fughe, il gruppo rimane compatto fino ad 8km dal traguardo, quando un'accelerazione del team Ineos Grenadiers spezza il gruppo senza però coinvolgere uomini di alta classifica. La volata a ranghi compatti viene vinta da Wout Van Aert, che fa tutto da solo e sfrutta il treno del Team Sunweb di Cees Bol, secondo al traguardo. A causa di un rifornimento irregolare a 17km dal traguardo, Julian Alaphilippe viene penalizzato di 20" e perde così il simbolo del primato, che passa sulle spalle di Adam Yates. Inoltre la maglia verde passa sulle spalle di Sam Bennett.

### 6ª tappa
- 3 settembre: Le Teil > Monte Aigoual – 191 km

Risultati
| Pos. | Corridore         | Squadra | Tempo    |
| ---- | ----------------- | ------- | -------- |
| 1    | Aleksej Lucenko   | Astana  | 4h32'34" |
| 2    | Jesús Herrada     | Cofidis | a 55"    |
| 3    | Greg Van Avermaet | CCC     | a 2'15"  |

| Pos. | Corridore     | Squadra    | Tempo     |
| ---- | ------------- | ---------- | --------- |
| 1    | Adam Yates    | Mitchelton | 27h03'57" |
| 2    | Primož Roglič | Jumbo      | a 3"      |
| 3    | Tadej Pogačar | UAE        | a 7"      |

Descrizione e riassunto
Tappa per gli uomini di classifica di 191km con tre GPM, tra cui il Col de la Lusette (1ª categoria, 11,7km al 7,3% e punte al 12%, con abbuoni in cima). L'arrivo al Monte Aigoual è in leggera salita, ma non vale come GPM. Vanno in fuga 8 uomini che raggiungono un vantaggio massimo di 6'. Prima dell'inizio del Col de la Lusette il gruppo accelera, riducendo il gap con i fuggitivi a 2', anche se poi il ritmo in salita del team Ineos Grenadiers non è elevato. A 20km dall'arrivo dal gruppo attacca Fabio Aru, che verrà poi ripreso dal gruppo in prossimità del GPM. Dalla fuga ai -17km attacca Aleksej Lucenko, che riesce a fare il vuoto e va a vincere la tappa in solitaria davanti a Jesús Herrada e Greg Van Avermaet. Nel gruppo Julian Alaphilippe guadagna 1" sugli altri uomini di classifica, ma la maglia gialla rimane sulle spalle di Adam Yates.

### 7ª tappa
- 4 settembre: Millau > Lavaur – 168 km

Risultati
| Pos. | Corridore        | Squadra    | Tempo    |
| ---- | ---------------- | ---------- | -------- |
| 1    | Wout Van Aert    | Jumbo      | 3h32'03" |
| 2    | E. Boasson Hagen | NTT        | s.t.     |
| 3    | Bryan Coquard    | B&B Hotels | s.t.     |

| Pos. | Corridore        | Squadra    | Tempo     |
| ---- | ---------------- | ---------- | --------- |
| 1    | Adam Yates       | Mitchelton | 30h36'00" |
| 2    | Primož Roglič    | Jumbo      | a 3"      |
| 3    | Guillaume Martin | Cofidis    | a 9"      |

Descrizione e riassunto
Tappa di 168km con 3 GPM di 3ª e 4ª categoria adatta ai velocisti. Il ritmo forsennato del team Bora-Hansgrohe (squadra di Peter Sagan) nei primissimi chilometri di tappa dovuto anche al vento spacca in tre tronchi il gruppo: quasi tutti i velocisti a partire da Caleb Ewan e Sam Bennett si staccano. In prossimità del secondo GPM Thomas De Gendt tenta una fuga in solitaria, ma viene ripreso a 36,4km dal traguardo mentre il team Ineos Grenadiers accelera e grazie al vento laterale riesce a spaccare ulteriormente il gruppo di testa. Rimangono attardati Tadej Pogačar, Mikel Landa, Bauke Mollema, Richie Porte e successivamente anche Richard Carapaz. La volata a ranghi ristretti viene vinta da Wout Van Aert, che vince la sua seconda tappa in questo Tour. Peter Sagan nonostante fosse nel primo gruppo non riesce a piazzarsi nella top 10, ma si può consolare con la riconquista della maglia verde dovuta ai punti al traguardo intermedio. Il secondo gruppo (quello con Pogačar) arriva a 1'21", mentre Adam Yates mantiene la maglia gialla.

### 8ª tappa
- 5 settembre: Cazères-Sur-Garonne > Loudenvielle – 141 km

Risultati
| Pos. | Corridore     | Squadra  | Tempo    |
| ---- | ------------- | -------- | -------- |
| 1    | Nans Peters   | AG2R     | 4h02'12" |
| 2    | Toms Skujiņš  | Trek     | a 47"    |
| 3    | Carlos Verona | Movistar | s.t.     |

| Pos. | Corridore        | Squadra    | Tempo     |
| ---- | ---------------- | ---------- | --------- |
| 1    | Adam Yates       | Mitchelton | 34h44'52" |
| 2    | Primož Roglič    | Jumbo      | a 3"      |
| 3    | Guillaume Martin | Cofidis    | a 9"      |

Descrizione e riassunto
Prima tappa pirenaica di questo Tour. Si affrontano in ordine: il Col de Menté (1ª categoria, 6,9km all'8,1%), il Port de Balès (Hors Categorie, 11,7km al 7,7%) e il Col de Peyresourde (1ª categoria, 9,7km al 7,8%) con lo scollinamento a 11,5km dal traguardo di Loudenvielle. Al km 0 parte una fuga con 13 corridori, che arriva ad avere un vantaggio massimo di 12' sul gruppo, tanto basta per giocarsi il successo di tappa. Sul Port de Balès davanti rimangono Nans Peters e Ilnur Zakarin, mentre nel gruppo maglia gialla il forte ritmo del Team Jumbo-Visma fa staccare Thibaut Pinot, che esce così definitivamente dalla classifica generale. In discesa dal colle Hors Categorie, Nans Peters stacca Ilnur Zakarin (conosciuto per le sue difficoltà nell'affrontare le discese) e nonostante il corridore russo gli si fosse quasi riportato sotto sull'ultima salita, va a vincere la tappa in solitaria. Sempre sull'ultima salita dal gruppo attacca per ben due volte Tadej Pogačar: la prima volta senza tanto successo, la seconda fa il vuoto. Al traguardo il corridore sloveno arriva con 38" di vantaggio su Romain Bardet e 40" sugli altri uomini di classifica (tutti insieme, nonostante Mikel Landa e Richie Porte prima e Nairo Quintana dopo abbiano attaccato). Adam Yates mantiene la maglia gialla (nonostante le difficoltà in salita), mentre Tadej Pogačar si riporta a 48" dal leader britannico dopo il ritardo accumulato nella tappa precedente. Emanuel Buchmann perde 1'03", Tom Dumoulin 2'07" mentre esce dalla classifica Julian Alaphilippe.

### 9ª tappa
- 6 settembre: Pau > Laruns – 153 km

Risultati
| Pos. | Corridore     | Squadra | Tempo    |
| ---- | ------------- | ------- | -------- |
| 1    | Tadej Pogačar | UAE     | 3h55'17" |
| 2    | Primož Roglič | Jumbo   | s.t.     |
| 3    | Marc Hirschi  | Sunweb  | s.t.     |

| Pos. | Corridore        | Squadra | Tempo     |
| ---- | ---------------- | ------- | --------- |
| 1    | Primož Roglič    | Jumbo   | 38h40'01" |
| 2    | Egan Bernal      | Ineos   | a 21"     |
| 3    | Guillaume Martin | Cofidis | a 28"     |

Descrizione e riassunto
Seconda tappa pirenaica di 153km con 4 GPM, ma i più difficili sono il Col de la Hourcère (1ª categoria, 11,1km all'8,8%, prima volta che questa ascesa viene affrontata al Tour) e il Col de Marie Blanque (1ª categoria con abbuoni, 7,7km all'8,6%), con lo scollinamento di quest'ultima salita a 18km dall'arrivo di Laruns. Il grande protagonista di giornata è Marc Hirschi, che tenta una fuga solitaria sul Col de la Hourcère, arrivando a guadagnare fino a 4'30" sul gruppo. Inutile il tentativo di inseguimento da parte di 8 corridori, che vengono ripresi a 42km dal traguardo. Sull'ultima salita attacca Tadej Pogačar: soltanto Primož Roglič, Egan Bernal e Mikel Landa riescono a stargli dietro. Il quartetto trova un accordo per distanziare gli altri uomini di classifica e riescono anche a prendere Marc Hirschi a soli 1,7km dal traguardo. La volata a 5 viene vinta da Pogačar davanti a Roglič e Marc Hirschi. Al traguardo Guillaume Martin, Romain Bardet, Richie Porte, Rigoberto Urán e Nairo Quintana perdono 11", mentre Miguel Ángel López, Richard Carapaz, Tom Dumoulin e ormai la ex-maglia gialla Adam Yates perdono 54". Il simbolo del primato passa sulle spalle di Roglič (che prende anche 5" di abbuono in cima alla salita e 6" sul traguardo), che ora in classifica ha 21" su Egan Bernal, 28" su Guillaume Martin, 30" su Bardet, 32" su Quintana e Urán, 44" su Tadej Pogačar e 1'02" su Adam Yates.

### 10ª tappa
- 8 settembre: Île d'Oléron > Île de Ré – 168,5 km

Risultati
| Pos. | Corridore   | Squadra    | Tempo    |
| ---- | ----------- | ---------- | -------- |
| 1    | Sam Bennett | Deceuninck | 3h35'22" |
| 2    | Caleb Ewan  | Lotto      | s.t.     |
| 3    | Peter Sagan | Bora       | s.t.     |

| Pos. | Corridore        | Squadra | Tempo     |
| ---- | ---------------- | ------- | --------- |
| 1    | Primož Roglič    | Jumbo   | 42h15'23" |
| 2    | Egan Bernal      | Ineos   | a 21"     |
| 3    | Guillaume Martin | Cofidis | a 28"     |

Descrizione e riassunto
La prima tappa della seconda settimana è lunga 168,5km ed è completamente piatta, ma ci sono varie insidie tra cui il possibile vento laterale e i vari attraversamenti cittadini. Vanno in fuga due uomini che vengono ripresi a 100km dall'arrivo per un ventaglio della Deceuninck-Quick Step che però fa poca selezione. Si susseguono numerose cadute tra cui una a 65km dal traguardo che coinvolge Tadej Pogačar e Guillaume Martin, senza però grosse conseguenze. Il vento fa ancora selezione ma non coinvolge corridori di primissimo livello. La volata viene vinta da Sam Bennett, che si prende anche la maglia verde, nonostante Peter Sagan sia terzo all'arrivo. Non ci sono distacchi in classifica e quindi Primož Roglič mantiene la maglia gialla.

### 11ª tappa
- 9 settembre: Châtelaillon-Plage > Poitiers – 167,5 km

Risultati
| Pos. | Corridore     | Squadra    | Tempo    |
| ---- | ------------- | ---------- | -------- |
| 1    | Caleb Ewan    | Lotto      | 4h00'01" |
| 2    | Sam Bennett   | Deceuninck | s.t.     |
| 3    | Wout van Aert | Jumbo      | s.t.     |

| Pos. | Corridore        | Squadra | Tempo     |
| ---- | ---------------- | ------- | --------- |
| 1    | Primož Roglič    | Jumbo   | 46h15'24" |
| 2    | Egan Bernal      | Ineos   | a 21"     |
| 3    | Guillaume Martin | Cofidis | a 28"     |

Descrizione e riassunto
Tappa di 167,5km con un GPM di 4ª categoria, adatta ai velocisti. Va in fuga da solo Matthieu Ladagnous. Provano invano anche 6 corridori a 135km dall'arrivo, ma vengono ripresi solo 10km dopo. Il gruppo torna compatto ai -43km. A 6,3km ci provano Lukas Pöstlberger, Bob Jungels e Kasper Asgreen, ma vengono ripresi ai -2km. La volata a ranghi compatti viene vinta da Caleb Ewan. Peter Sagan, inizialmente secondo, viene retrocesso come ultimo del gruppo a causa del contatto con Wout Van Aert. Secondo quindi è Sam Bennett, terzo Wout Van Aert. Non cambiano i leader delle classifiche, con Primož Roglič in maglia gialla.

### 12ª tappa
- 10 settembre: Chauvigny > Sarran Corrèze – 218 km

Risultati
| Pos. | Corridore         | Squadra    | Tempo    |
| ---- | ----------------- | ---------- | -------- |
| 1    | Marc Hirschi      | Sunweb     | 5h08'49" |
| 2    | Pierre Rolland    | B&B Hotels | a 47"    |
| 3    | S. Kragh Andersen | Sunweb     | a 52"    |

| Pos. | Corridore        | Squadra | Tempo     |
| ---- | ---------------- | ------- | --------- |
| 1    | Primož Roglič    | Jumbo   | 51h26'43" |
| 2    | Egan Bernal      | Ineos   | a 21"     |
| 3    | Guillaume Martin | Cofidis | a 28"     |

Descrizione e riassunto
Tappa più lunga di questo Tour molto mossa (218 km con 4 GPM, l'ultimo a 25,5km dall'arrivo con abbuoni) e con gli ultimi 5km in leggera salita. Vanno in fuga 6 uomini, ma vengono ripresi ai -43km dal gruppo trainato dalla Bora-Hansgrohe e dalla CCC Team. Dopo nuovi scatti e controscatti, sull'ultimo GPM Marc Hirschi va via da solo verso la vittoria di tappa (alla Svizzera il successo di tappa al Tour mancava dal 2012 con Fabian Cancellara). Inutile il tentativo di inseguimento di un folto gruppo che comprendeva anche Julian Alaphilippe (autore di numerosi attacchi ma senza successo). Non si scatena la bagarre tra i big della classifica e quindi Primož Roglič mantiene la maglia gialla.

### 13ª tappa
- 11 settembre: Châtel-Guyon > Puy Mary (Cantal) – 191,5 km

Risultati
| Pos. | Corridore       | Squadra | Tempo    |
| ---- | --------------- | ------- | -------- |
| 1    | Daniel Martínez | EF      | 5h01'47" |
| 2    | Lennard Kämna   | Bora    | a 4"     |
| 3    | M. Schachmann   | Bora    | a 51"    |

| Pos. | Corridore     | Squadra | Tempo     |
| ---- | ------------- | ------- | --------- |
| 1    | Primož Roglič | Jumbo   | 56h34'35" |
| 2    | Tadej Pogačar | UAE     | a 44"     |
| 3    | Egan Bernal   | Ineos   | a 59"     |

Descrizione e riassunto
Tappa di montagna di 191,5km con 7 GPM tra cui l'arrivo in salita al Puy Mary (1ª categoria, 5,4km all'8,1% e punte al 15%). Prima dell'arrivo in salita si scala anche il Col de Neronne, 2ª categoria con abbuoni. Dopo numerosi scatti e controscatti va via una fuga di 17 corridori, che guadagna subito molto vantaggio sul gruppo, quanto basta per giocarsi il successo di tappa. Nel gruppo intanto una caduta coinvolge Bauke Mollema e Romain Bardet (entrambi poi saranno costretti al ritiro). Sulla terzultima salita attacca Maximilian Schachmann, che raggiunge e stacca Neilson Powless (aveva attaccato precedentemente), mentre dietro sul Col de Neronne attaccano Daniel Martínez e Lennard Kämna. I due raggiungono e successivamente staccano Maximilian Schachmann negli ultimi chilometri. La volata a due viene vinta da Daniel Martínez. Nel gruppo maglia gialla attacca Tadej Pogačar: solo Primož Roglič riesce a seguirlo. La coppia slovena arriva insieme all'arrivo e guadagna 13" su Richie Porte e Mikel Landa, 16" su Miguel Ángel López ma soprattutto 38" su Egan Bernal (in evidente difficoltà sull'ascesa finale) e Rigoberto Urán. Con questi distacchi Primož Roglič mantiene il primato in classifica, al secondo posto a 44" sale Tadej Pogačar, terzo a 59" Egan Bernal. Seguono Uran a 1'10", Quintana a 1'12", Miguel Ángel López a 1'31", Adam Yates a 1'42" e Mikel Landa a 1'55".

### 14ª tappa
- 12 settembre: Clermont-Ferrand > Lione – 194 km

Risultati
| Pos. | Corridore         | Squadra    | Tempo    |
| ---- | ----------------- | ---------- | -------- |
| 1    | S. Kragh Andersen | Sunweb     | 4h28'10" |
| 2    | Luka Mezgec       | Mitchelton | a 15"    |
| 3    | Simone Consonni   | Cofidis    | s.t.     |

| Pos. | Corridore     | Squadra | Tempo     |
| ---- | ------------- | ------- | --------- |
| 1    | Primož Roglič | Jumbo   | 61h03'00" |
| 2    | Tadej Pogačar | UAE     | a 44"     |
| 3    | Egan Bernal   | Ineos   | a 59"     |

Descrizione e riassunto
Tappa mossa di 194km con 5 GPM: gli ultimi 2 (di 4ª categoria) sono a 9,5km e a 4,5km dall'arrivo, ottimo trampolino di lancio per gli attaccanti che vogliono vincere la tappa. Vanno in fuga Stefan Küng e Edward Theuns che non guadagnano molto sul gruppo, anche perché il forcing della Bora-Hansgrohe sulla prima salita permette di guadagnare a Peter Sagan punti preziosi sulla maglia verde di Sam Bennett. Dopo la seconda salita, un altro forcing della Bora-Hansgrohe fa staccare tutti i velocisti puri (compreso Bennett). Sul penultimo GPM prova ad andarsene Tiesj Benoot, senza successo. Invece sull'ultima "Côte" ci provano prima Lennard Kämna, poi Thomas De Gendt e infine Julian Alaphilippe. Allo scatto del francese risponde a sorpresa Egan Bernal. La squadra della maglia gialla chiude il buco e il gruppo torna compatto fino ai -3,3km, quando l'attacco in contropiede di Søren Kragh Andersen gli permette di vincere la tappa in solitaria. La volata per il secondo posto viene vinta da Luka Mezgec davanti a Simone Consonni e Peter Sagan, che guadagna altri punti nell'omonima classifica (ora è a -43 punti dalla maglia verde). In classifica generale non ci sono distacchi e Primož Roglič mantiene la maglia gialla.

### 15ª tappa
- 13 settembre: Lione > Col du Grand Colombier – 174,5 km

Risultati
| Pos. | Corridore     | Squadra | Tempo    |
| ---- | ------------- | ------- | -------- |
| 1    | Tadej Pogačar | UAE     | 4h34'13" |
| 2    | Primož Roglič | Jumbo   | s.t.     |
| 3    | Richie Porte  | Trek    | a 5"     |

| Pos. | Corridore      | Squadra | Tempo     |
| ---- | -------------- | ------- | --------- |
| 1    | Primož Roglič  | Jumbo   | 65h37'07" |
| 2    | Tadej Pogačar  | UAE     | a 40"     |
| 3    | Rigoberto Urán | EF      | a 1'34"   |

Descrizione e riassunto
Tappa di montagna di 174,5km: si scalano la Montée de la Selle de Fromentel (1ª categoria, 11,1km all'8,1% con punte al 22%), il Col de la Biche (1ª categoria, 6,9km all'8,9%) e la salita verso l'arrivo della Grand Colombier (Hors Categorie, 17,4km al 7,1%). Dopo numerosi attacchi a 144km dall'arrivo parte una fuga di 8 corridori. L'andatura in gruppo non è bassa, tanto che già sulle prime due salite si staccano i velocisti e vari gregari. All'attacco della salita finale rimangono da soli Pierre Rolland e Michael Gogl con 1'20" sul gruppo che, grazie al ritmo elevato del Team Jumbo-Visma, riprende i fuggitivi e mette in crisi Egan Bernal, Nairo Quintana (si staccano ai -13km) e Guillaume Martin. Prova invano un attacco ai -7km Adam Yates. Gli altri uomini di classifica arrivano insieme all'ultimo chilometro e la volata ristretta viene vinta da Tadej Pogačar (capace di approfittare del lavoro della squadra della maglia gialla) davanti a Primož Roglič e con gli altri uomini di classifica rimasti davanti che arrivano a massimo 18". Guillaume Martin arriva a 3'25", Nairo Quintana a 3'50" ed Egan Bernal a 7'20". La nuova classifica generale vede Roglič sempre al comando con 40" su Pogačar, 1'34" su Rigoberto Urán, 1'45" su Miguel Ángel López, 2'03" su Adam Yates, 2'13" su Richie Porte e 2'16" su Mikel Landa.

### 16ª tappa
- 15 settembre: La Tour-du-Pin > Villard-de-Lans – 164 km

Risultati
| Pos. | Corridore       | Squadra  | Tempo    |
| ---- | --------------- | -------- | -------- |
| 1    | Lennard Kämna   | Bora     | 4h12'52" |
| 2    | Richard Carapaz | Ineos    | a 1'27"  |
| 3    | S. Reichenbach  | Groupama | a 1'56"  |

| Pos. | Corridore      | Squadra | Tempo     |
| ---- | -------------- | ------- | --------- |
| 1    | Primož Roglič  | Jumbo   | 70h06'47" |
| 2    | Tadej Pogačar  | UAE     | a 40"     |
| 3    | Rigoberto Urán | EF      | a 1'34"   |

Descrizione e riassunto
La prima tappa dopo il secondo giorno di riposo è lunga 164km e con i suoi 5 GPM (tra cui l'arrivo in leggera salita) è adatta alle fughe. Dopo numerosi tentativi ai -143km parte la fuga buona con 18 corridori, a cui il gruppo lascia più di 10'. Pierre Rolland si prende diversi punti nei GPM e va a pari punti con la maglia a pois di Benoît Cosnefroy. Prima dell'inizio della penultima salita (1ª categoria con abbuoni, la salita più dura di giornata) attacca Quentin Pacher, poi ripreso. Dopo numerosi attacchi di Richard Carapaz (a cui inizialmente risponde Julian Alaphilippe, poi andato in crisi), l'attacco decisivo lo fa Lennard Kämna in prossimità del penultimo GPM. Il corridore tedesco vince la tappa in solitaria davanti al vincitore del Giro 2019. Nel gruppo maglia gialla si stacca con i velocisti Egan Bernal (uscendo così definitivamente di classifica). Nell'ultimo chilometro prova un allungo Tadej Pogačar, subito stoppato da Primož Roglič. Alla fine tutti i migliori arrivano insieme a 16'48" dal vincitore (perde invece 35" Nairo Quintana), con Roglič che mantiene il primato in classifica.

### 17ª tappa
- 16 settembre: Grenoble > Méribel (Col de la Loze) – 170 km

Risultati
| Pos. | Corridore          | Squadra | Tempo    |
| ---- | ------------------ | ------- | -------- |
| 1    | Miguel Ángel López | Astana  | 4h49'08" |
| 2    | Primož Roglič      | Jumbo   | a 15"    |
| 3    | Tadej Pogačar      | UAE     | a 30"    |

| Pos. | Corridore          | Squadra | Tempo     |
| ---- | ------------------ | ------- | --------- |
| 1    | Primož Roglič      | Jumbo   | 74h56'04" |
| 2    | Tadej Pogačar      | UAE     | a 57"     |
| 3    | Miguel Ángel López | Astana  | a 1'26"   |

Descrizione e riassunto
La tappa regina di questo Tour è lunga 170km e presenta il Col de la Madeleine (Hors Categorie 17,1km all'8,4%) e il durissimo arrivo in salita al Col de la Loze, che è anche il punto più alto del Tour di quest'anno con i suoi 2304m (HC, 21,5km al 7,8% con punte al 24% negli ultimi chilometri). Va via una fuga di 5 corridori che raggiunge un vantaggio massimo di 6' ai piedi del Colle della Maddalena. Da lì prende il comando del gruppo la Bahrain-McLaren (squadra di Mikel Landa) che riduce parecchio il vantaggio sui fuggitivi. Davanti sull'ultima salita rimangono Gorka Izagirre, Julian Alaphilippe e Richard Carapaz con 2' sul gruppo. Tutti e tre vengono presi man mano del gruppo (l'ultimo a cedere è Carapaz). Il lavoro della Bahrain non si rivelerà proficuo per il capitano Landa, che va in crisi. Ai -3,5km parte Miguel Ángel López: lo seguono soltanto Primož Roglič, Sepp Kuss (suo compagno) e Tadej Pogačar. Kuss prova un allungo ma la sua azione è il trampolino di lancio per la vittoria in solitaria di López. Dietro, Roglič riesce a staccare il rivale diretto in classifica nell'ultimo chilometro. La maglia gialla arriva a 15" dal vincitore di tappa, Pogačar a 30", Richie Porte a 1'01", Enric Mas a 1'12", Mikel Landa e Adam Yates a 1'20" e Rigoberto Urán a 1'59". La nuova classifica generale vede Roglič sempre più leader con 57" su Pogačar, 1'26" su Miguel Ángel López, 3'05" su Porte, 3'14" su Yates, 3'24" su Urán, 3'27" su Landa e 4'18" su Mas. Tadej Pogačar grazie al piazzamento sull'arrivo del Col de La Loze, si prende anche la maglia a pois.

### 18ª tappa
- 17 settembre: Méribel > La Roche-sur-Foron – 175 km

Risultati
| Pos. | Corridore          | Squadra | Tempo    |
| ---- | ------------------ | ------- | -------- |
| 1    | Michał Kwiatkowski | Ineos   | 4h47'33" |
| 2    | Richard Carapaz    | Ineos   | s.t.     |
| 3    | Wout Van Aert      | Jumbo   | a 1'51"  |

| Pos. | Corridore          | Squadra | Tempo     |
| ---- | ------------------ | ------- | --------- |
| 1    | Primož Roglič      | Jumbo   | 79h45'30" |
| 2    | Tadej Pogačar      | UAE     | a 57"     |
| 3    | Miguel Ángel López | Astana  | a 1'27"   |

Descrizione e riassunto
Altro tappone di montagna di 175km con quasi 5000 metri di dislivello. Sono presenti 5 GPM: l'ultimo è la Montée du plateau des Glières (Hors Categorie, 6km all'11,2% con punte al 15% e 2km di sterrato dopo il GPM), con lo scollinamento ai -31,5km. Parte inizialmente una fuga di 32 corridori, a cui il gruppo lascia un vantaggio massimo di 7'. In prossimità del primo GPM (la Cormet de Roselend) attaccano per i punti della maglia a pois Richard Carapaz e Marc Hirschi, seguiti successivamente da Michał Kwiatkowski, Nicolas Edet e Pello Bilbao. I 5 prendono molto vantaggio sugli altri fuggitivi, ma Hirschi cade in discesa dal terzo GPM. Sull'ultima salita rimangono da soli Carapaz e Kwiatkowski. Nel gruppo maglia gialla provano ad attaccare (sull'ultima salita) senza successo Tadej Pogačar e Mikel Landa, mentre si staccano Rigoberto Urán e Adam Yates. Sullo sterrato fora Richie Porte, ma riesce a rientrare con gli altri big. Il duo Carapaz-Kwiatkowski arriva in parata sul traguardo, con l'ex campione del mondo che passa per primo. Terzo arriva un sempre più sorprendente Wout Van Aert, mentre Primož Roglič e Pogačar guadagnano 1" sugli altri, mentre Yates e Urán perdono 2'41". Primož Roglič rimane saldamente in testa alla classifica generale, Mikel Landa sale in quinta posizione a 3'28" dal leader sloveno. Richard Carapaz grazie alla fuga riesce a prendersi la maglia a pois.

### 19ª tappa
- 18 settembre: Bourg-en-Bresse > Champagnole – 166,5 km

Risultati
| Pos. | Corridore         | Squadra    | Tempo    |
| ---- | ----------------- | ---------- | -------- |
| 1    | S. Kragh Andersen | Sunweb     | 3h36'33" |
| 2    | Luka Mezgec       | Mitchelton | a 53"    |
| 3    | Jasper Stuyven    | Trek       | s.t.     |

| Pos. | Corridore          | Squadra | Tempo     |
| ---- | ------------------ | ------- | --------- |
| 1    | Primož Roglič      | Jumbo   | 83h29'41" |
| 2    | Tadej Pogačar      | UAE     | a 57"     |
| 3    | Miguel Ángel López | Astana  | a 1'27"   |

Descrizione e riassunto
Tappa tranquilla di 166,5km adatta ai velocisti con un solo GPM di 4ª categoria. Inizialmente va in fuga da solo Rémi Cavagna (prende massimo 3' sul gruppo), poi in prossimità del traguardo volante evadono prima 3 corridori, poi altri 14. La Bora-Hansgrohe ricompatta il gruppo ma parte un'altra fuga di 12 uomini con dentro Peter Sagan, Sam Bennett e Matteo Trentin (i 3 rivali per la classifica a punti), mentre perde le ruote del gruppo Caleb Ewan. Il gruppo maglia gialla lascia andare questa fuga, ma ai -15,8km davanti parte tranquillo Søren Kragh Andersen (già vincitore a Lione). Il corridore danese non viene più ripreso e arriva all'arrivo in solitaria con quasi 1' di vantaggio sugli ex compagni di fuga, con Sam Bennett che consolida la maglia verde. Il gruppo dei migliori arriva compatto a 7'38". Primož Roglič mantiene la maglia gialla alla vigilia della durissima cronometro individuale a La Planche des Belles Filles.

### 20ª tappa
- 19 settembre: Lure > La Planche des Belles Filles (Cron. Individuale) – 36,2 km

Risultati
| Pos. | Corridore     | Squadra | Tempo   |
| ---- | ------------- | ------- | ------- |
| 1    | Tadej Pogačar | UAE     | 55'55"  |
| 2    | Tom Dumoulin  | Jumbo   | a 1'21" |
| 3    | Richie Porte  | Trek    | s.t.    |

| Pos. | Corridore     | Squadra | Tempo     |
| ---- | ------------- | ------- | --------- |
| 1    | Tadej Pogačar | UAE     | 84h26'33" |
| 2    | Primož Roglič | Jumbo   | a 59"     |
| 3    | Richie Porte  | Trek    | a 3'30"   |

Descrizione e riassunto

Altimetria della 20ª tappa.

L'unica cronometro individuale di questo Tour è lunga 36,2 km e prevede il duro arrivo in salita a La Planche des Belles Filles (1ª categoria, 5,9 km all'8,5% con punte al 20% negli ultimi 300 metri), dopo un tratto pianeggiante e poi in leggera salita. Dopo l'iniziale buon tempo di Rémi Cavagna (57'54"), inizia la sfida sia per la maglia gialla sia per la maglia a pois, dove Primož Roglič, da una parte, è favorito nella difesa dei 57" sul connazionale e rivale in classifica Tadej Pogačar e Richard Carapaz, dall'altra, è favorito per mantenere la maglia di miglior scalatore sempre nei confronti del giovane sloveno. Invece a sorpresa succede tutto il contrario: Pogačar inizia a guadagnare subito terreno. Al primo rilevamento (dove resiste il miglior tempo di Rémi Cavagna) il vantaggio è di 13", al secondo rilevamento ai piedi della salita Pogačar è a 1" dal miglior tempo di Tom Dumoulin, mentre il vantaggio sul connazionale sale a 36". Dopo il cambio da bici da crono a bici da strada per entrambi, Roglič in salita va in crisi, cedendo virtualmente la maglia gialla già a metà ascesa. Alla fine, la cronometro viene dominata da Tadej Pogačar, che ribalta il Tour prendendosi la leadership in classifica generale, la maglia bianca e la maglia a pois (stabilendo il nuovo record di scalata in 16'10" nonostante il cambio bici). Secondo e terzo a 1'21" rispettivamente Tom Dumoulin e Richie Porte. Quest'ultimo riesce a salire sul podio scavalcando Miguel Ángel López (arrivato a 6'17" dal vincitore). Roglič arriva quinto a 1'56". La nuova classifica generale (stravolta, ma ormai definitiva) vede Pogačar leader con 59" su Roglič, 3'30" su Porte, 5'58" su Mikel Landa, 6'07" su Enric Mas, 6'47" su López, 7'48" su Dumoulin, 8'02" su Rigoberto Urán, 9'25" su Adam Yates e 14'03" su Damiano Caruso, che guadagna la 10ª posizione nella generale ai danni di Alejandro Valverde, che scivola 12º.

### 21ª tappa
- 20 settembre: Mantes-la-Jolie > Parigi (Champs-Élysées) – 122 km

Risultati
| Pos. | Corridore     | Squadra    | Tempo    |
| ---- | ------------- | ---------- | -------- |
| 1    | Sam Bennett   | Deceuninck | 2h53'32" |
| 2    | Mads Pedersen | Trek       | s.t.     |
| 3    | Peter Sagan   | Bora       | s.t.     |

| Pos. | Corridore     | Squadra | Tempo     |
| ---- | ------------- | ------- | --------- |
| 1    | Tadej Pogačar | UAE     | 87h20'05" |
| 2    | Primož Roglič | Jumbo   | a 59"     |
| 3    | Richie Porte  | Trek    | a 3'30"   |

Descrizione e riassunto
L'ultima tappa di questo Tour de France, come consuetudine, vede il gruppo sfilare in una passerella di festa, tra foto di rito per la squadra del vincitore e scambi di complimenti tra i corridori; la media dopo un'ora di corsa è infatti di 27.7 km/h. Quando mancano 53 km il gruppo affronta per la prima volta il prestigioso circuito degli Avenue des Champs-Élysées ed il primo ad evadere dal plotone è Neilson Powless che, però, viene riassorbito immediatamente; stessa sorte per Michał Kwiatkowski qualche chilometro più tardi. A 40km dalla conclusione evade un gruppetto di 4 fuggitivi comprendente Greg Van Avermaet, Connor Swift, Maximilian Schachmann e Pierre-Luc Périchon; proprio quest'ultimo, poi, si aggiudica il traguardo volante. Lo sprint del gruppo viene vinto dalla maglia verde Sam Bennett che si aggiudica matematicamente il primato della classifica a punti. Ai -2 km vengono ripresi definitivamente i fuggitivi che hanno avuto un vantaggio massimo di 21" sul plotone; nel mentre da segnalare un altro attacco di Kwiatkowski, anch'esso non a buon fine. Immediatamente inizia la bagarre per la volata finale tra le schermaglie delle squadre dei velocisti; i primi a lanciare la volata sono i Trek-Segafredo per Mads Pedersen, ma è troppo presto e viene superato proprio dalla maglia verde che va a trionfare sui Campi Elisi. Chiude il podio di tappa Peter Sagan. Dopodiché si susseguono le premiazioni che incoronano Tadej Pogačar come secondo più giovane vincitore del Tour de France (dopo 116 anni dal Tour de France 1904, edizione in cui trionfò il nemmeno ventenne Henri Cornet) e come vincitore di tre maglie.

## Evoluzione delle classifiche
| Tappa              | Vincitore            | Classifica generale Maglia gialla | Classifica a punti Maglia verde | Classifica scalatori Maglia a pois | Classifica giovani Maglia bianca | Classifica a squadre Numero giallo | Premio combattività Numero rosso |
| ------------------ | -------------------- | --------------------------------- | ------------------------------- | ---------------------------------- | -------------------------------- | ---------------------------------- | -------------------------------- |
| 1ª                 | Alexander Kristoff   | Alexander Kristoff                | Alexander Kristoff              | Fabien Grellier                    | Mads Pedersen                    | Trek-Segafredo                     | Michael Schär                    |
| 2ª                 | Julian Alaphilippe   | Julian Alaphilippe                | Alexander Kristoff              | Benoît Cosnefroy                   | Marc Hirschi                     | Trek-Segafredo                     | Benoît Cosnefroy                 |
| 3ª                 | Caleb Ewan           | Julian Alaphilippe                | Peter Sagan                     | Benoît Cosnefroy                   | Marc Hirschi                     | Trek-Segafredo                     | Jérôme Cousin                    |
| 4ª                 | Primož Roglič        | Julian Alaphilippe                | Peter Sagan                     | Benoît Cosnefroy                   | Tadej Pogačar                    | EF Pro Cycling                     | Krists Neilands                  |
| 5ª                 | Wout Van Aert        | Adam Yates                        | Sam Bennett                     | Benoît Cosnefroy                   | Tadej Pogačar                    | EF Pro Cycling                     | Wout Poels                       |
| 6ª                 | Aleksej Lucenko      | Adam Yates                        | Sam Bennett                     | Benoît Cosnefroy                   | Tadej Pogačar                    | EF Pro Cycling                     | Nicolas Roche                    |
| 7ª                 | Wout Van Aert        | Adam Yates                        | Peter Sagan                     | Benoît Cosnefroy                   | Egan Bernal                      | EF Pro Cycling                     | Daniel Oss                       |
| 8ª                 | Nans Peters          | Adam Yates                        | Peter Sagan                     | Benoît Cosnefroy                   | Egan Bernal                      | EF Pro Cycling                     | Nans Peters                      |
| 9ª                 | Tadej Pogačar        | Primož Roglič                     | Peter Sagan                     | Benoît Cosnefroy                   | Egan Bernal                      | Movistar Team                      | Marc Hirschi                     |
| 10ª                | Sam Bennett          | Primož Roglič                     | Sam Bennett                     | Benoît Cosnefroy                   | Egan Bernal                      | Movistar Team                      | Stefan Küng                      |
| 11ª                | Caleb Ewan           | Primož Roglič                     | Sam Bennett                     | Benoît Cosnefroy                   | Egan Bernal                      | Movistar Team                      | Matthieu Ladagnous               |
| 12ª                | Marc Hirschi         | Primož Roglič                     | Sam Bennett                     | Benoît Cosnefroy                   | Egan Bernal                      | Movistar Team                      | Marc Hirschi                     |
| 13ª                | Daniel Martínez      | Primož Roglič                     | Sam Bennett                     | Benoît Cosnefroy                   | Tadej Pogačar                    | EF Pro Cycling                     | Maximilian Schachmann            |
| 14ª                | Søren Kragh Andersen | Primož Roglič                     | Sam Bennett                     | Benoît Cosnefroy                   | Tadej Pogačar                    | EF Pro Cycling                     | Stefan Küng                      |
| 15ª                | Tadej Pogačar        | Primož Roglič                     | Sam Bennett                     | Benoît Cosnefroy                   | Tadej Pogačar                    | Movistar Team                      | Pierre Rolland                   |
| 16ª                | Lennard Kämna        | Primož Roglič                     | Sam Bennett                     | Benoît Cosnefroy                   | Tadej Pogačar                    | Movistar Team                      | Richard Carapaz                  |
| 17ª                | Miguel Ángel López   | Primož Roglič                     | Sam Bennett                     | Tadej Pogačar                      | Tadej Pogačar                    | Movistar Team                      | Julian Alaphilippe               |
| 18ª                | Michał Kwiatkowski   | Primož Roglič                     | Sam Bennett                     | Richard Carapaz                    | Tadej Pogačar                    | Movistar Team                      | Marc Hirschi                     |
| 19ª                | Søren Kragh Andersen | Primož Roglič                     | Sam Bennett                     | Richard Carapaz                    | Tadej Pogačar                    | Movistar Team                      | Rémi Cavagna                     |
| 20ª                | Tadej Pogačar        | Tadej Pogačar                     | Sam Bennett                     | Tadej Pogačar                      | Tadej Pogačar                    | Movistar Team                      | non assegnato                    |
| 21ª                | Sam Bennett          | Tadej Pogačar                     | Sam Bennett                     | Tadej Pogačar                      | Tadej Pogačar                    | Movistar Team                      | non assegnato                    |
| Classifiche finali | Classifiche finali   | Tadej Pogačar                     | Sam Bennett                     | Tadej Pogačar                      | Tadej Pogačar                    | Movistar Team                      | Marc Hirschi                     |

Maglie indossate da altri ciclisti in caso di due o più maglie vinte
- Nella 2ª tappa Peter Sagan ha indossato la maglia verde al posto di Alexander Kristoff.
- Nella 18ª e 21ª tappa Enric Mas ha indossato la maglia bianca al posto di Tadej Pogačar.
- Nella 21ª tappa Richard Carapaz ha indossato la maglia a pois al posto di Tadej Pogačar.

## Classifiche finali

### Classifica generale - Maglia gialla
| Pos. | Corridore          | Squadra    | Tempo     |
| ---- | ------------------ | ---------- | --------- |
| 1    | Tadej Pogačar      | UAE        | 87h20'05" |
| 2    | Primož Roglič      | Jumbo      | a 59"     |
| 3    | Richie Porte       | Trek       | a 3'30"   |
| 4    | Mikel Landa        | Bahrain    | a 5'58"   |
| 5    | Enric Mas          | Movistar   | a 6'07"   |
| 6    | Miguel Ángel López | Astana     | a 6'47"   |
| 7    | Tom Dumoulin       | Jumbo      | a 7'48"   |
| 8    | Rigoberto Urán     | EF         | a 8'02"   |
| 9    | Adam Yates         | Mitchelton | a 9'25"   |
| 10   | Damiano Caruso     | Bahrain    | a 14'03"  |

### Classifica a punti - Maglia verde
| Pos. | Corridore      | Squadra    | Punti |
| ---- | -------------- | ---------- | ----- |
| 1    | Sam Bennett    | Deceuninck | 380   |
| 2    | Peter Sagan    | Bora       | 284   |
| 3    | Matteo Trentin | CCC        | 260   |
| 4    | Bryan Coquard  | B&B Hotels | 181   |
| 5    | Wout Van Aert  | Jumbo      | 174   |

### Classifica scalatori - Maglia a pois
| Pos. | Corridore          | Squadra | Punti |
| ---- | ------------------ | ------- | ----- |
| 1    | Tadej Pogačar      | UAE     | 82    |
| 2    | Richard Carapaz    | Ineos   | 74    |
| 3    | Primož Roglič      | Jumbo   | 67    |
| 4    | Marc Hirschi       | Sunweb  | 62    |
| 5    | Miguel Ángel López | Astana  | 51    |

### Classifica giovani - Maglia bianca
| Pos. | Corridore        | Squadra  | Tempo       |
| ---- | ---------------- | -------- | ----------- |
| 1    | Tadej Pogačar    | UAE      | 87h20'05"   |
| 2    | Enric Mas        | Movistar | a 6'07"     |
| 3    | Valentin Madouas | Groupama | a 1h42'43"  |
| 4    | Daniel Martínez  | EF       | a 1h'55'12" |
| 5    | Lennard Kämna    | Bora     | a 2h15'39"  |

### Classifica a squadre
| Pos. | Squadra          | Tempo      |
| ---- | ---------------- | ---------- |
| 1    | Movistar Team    | 262h14'58" |
| 2    | Team Jumbo-Visma | a 18'31"   |
| 3    | Bahrain-McLaren  | a 57'10"   |
| 4    | EF Pro Cycling   | a 1h16'43" |
| 5    | Ineos Grenadiers | a 1h32'01" |